# Euragallia declivata
Euragallia declivata är en insektsart som beskrevs av Henry Fairfield Osborn 1923. Euragallia declivata ingår i släktet Euragallia och familjen dvärgstritar. Inga underarter finns listade i Catalogue of Life.